# Quinze
El quinze és un nombre natural que precedeix el setze i va després del catorze. S'escriu 15 en xifres àrabs, XV en les romanes i 十五 en les xineses.
Ocurrències del quinze:
- Són les noces de cristall.[1]
- Les fitxes del backgammon.[2]
- En tennis el primer punt d'un joc val 15.[3]
- És una xifra usual als quadrats màgics.[4]
- Anys històrics: 15 aC, 15 dC, 1915.